# Niseo de Siracusa
Niseo (Siracusa, siglo IV a. C. - ...) fue el tirano de Siracusa entre 351 a. C. a 347 a. C.
Niseo era el hijo del tirano de Siracusa Dionisio el Viejo y Aristómaca y hermano Hiparino y Dionisio II.
Cuando su padre Dionisio enfermó, Dion, hermano Aristómaca, se había comprometido en regular la sucesión entre los hijos del tirano, Hiparino, Dionisio II y Niseo. Sin embargo, estos esfuerzos fueron en vano. Después de la muerte de Dionisio en el año 367 a. C., a los treinta años de edad, Dionisio II tomó el poder y un año después, con la ayuda del filósofo Filisto, un partidario fiel del poder despótico, expulsó de la ciudad a su tío Dion y estableció una dictadura brutal como la de su padre.
En 357 aC mientras que Dionisio II fue Caulonia, Dion fue capaz de tomar el poder en Siracusa, estableciendo una tiranía hasta el 354 a. C., cuando fue asesinado.
En este período Hiparino y Niseo se refugiarón en Lentini, donde permanecieron hasta que Hiparino tomó el poder.
El derrocamiento de Dion siguió un período de luchas entre Calipo, general y asesino de Dion, e Hiparino, hijo de Dionisio el Viejo.
En el año 352 a. C. Hiparino logró tomar el poder al atacar Siracusa por sorpresa, y restaurar la dinastía de Dionisio. Hiparino tomó el poder para sí mismo y se ignoran las demandas de su hermano Dionisio II, que mientras tanto se había retirado a Locri, donde gobernó como un tirano. La tiranía de Hiparino duró menos de un año, 352-351 aC, cuando fue asesinado. Después de su muerte, Niseo ocupó su lugar.
Se dice que era un gran bebedor y muy derrochador con las mujeres, que no era muy querido por el pueblo, pero logró resistir la tiranía durante cuatro años, hasta que Dionisio el Joven con un ejército de mercenario recuperó el poder en el año 347 a. C. y se reconstituyó la estabilidad política de la ciudad. Niseo fue posteriormente exiliado.
| Predecesor: Hiparino | Tirano de Siracusa 351 - 347 a. C. | Sucesor: Dionisio II restaurado |

- Datos: Q2006208